# Kingston (Missouri)
Kingston település az Amerikai Egyesült Államok Missouri államában, Caldwell megyében, melynek megyeszékhelye is. Lakosainak száma 290 fő (2020. április 1.).

## Népesség
A település népességének változása:

| 2010 | 348 |
| 2020 | 290 |